# シヴァージー7世
シヴァージー7世（Shivaji VII, 1941年11月22日 - 1946年9月28日）は、インドのデカン地方、コールハープル藩王国の君主（在位：1941年 - 1946年）。

## 生涯
1941年11月22日 - 1946年9月28日、プラタープ・シング・ラーオ・ボーンスレーの息子として、コールハープルで誕生した。即位前の名はシャンカル・ラーオ・ボーンスレーといった。
1940年10月26日、コールハープル藩王国の君主ラージャーラーム3世が死亡すると、翌1941年12月31日に後継者に選ばれ、戴冠式を行った。また、翌1942年11月18日にはラージャーラーム3世の未亡人の妃に養子とされ、箔付けも得た。
1946年9月28日、シヴァージー7世はボンベイで死亡した。死後、シャハージー2世が藩王位を継承した。